# 인사동

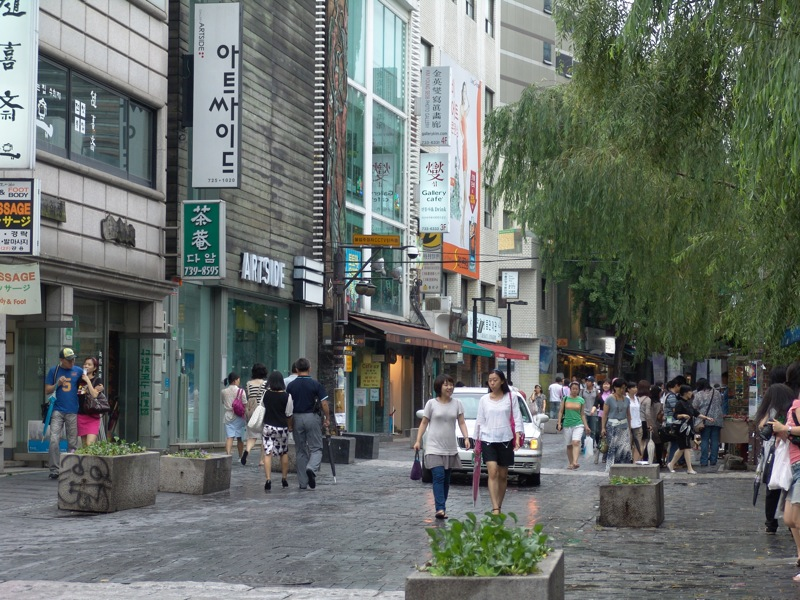
인사동 문화거리

인사동(仁寺洞, Insa-dong)은 대한민국 서울특별시 종로구에 있는 법정동이다. 행정동인 종로동 산하에 있으며, 인사동네거리를 지나 안국동 로터리로부터 종로2가의 탑골공원까지의 구역을 말한다. 주요 거리는 조선시대 형성된 길이 0.7km의, 너비 12m의 인사동길이 있다. 현재의 인사동길은 건축가 김진애의 설계로 2000년에 재조성된 것으로 돌걸상과 돌의자, '남인사 물동이', '북인사 물길' 등이 설치된 돌길 형태로 단장되었다. 서울의 주요 도심로와 연결돼 있고, 청계천, 경복궁 등 주요 관광명소와도 가깝다.

## 개요
인사동은 조선 시대부터 근 600년 동안 서울의 심장부에 있다. 일제 강점기에는 주로 일본인을 대상으로 고미술품을 거래하는 시장이 형성되었고, 1970년대부터 화랑, 필방, 표구사 등이 들어서기 시작하였다. 인사동은 외국인에게 인기 있는 쇼핑 명소이자 매리의 골목(Mary's Alley)이라고도 알려져 있다.
인사동에는 골동품 상점이 많이 모여 있다. 가격은 주로 10,000원부터 수백만 원에 이르기까지 다양하다. 거의 모든 상점은 오래된 책이나 사진, 서예, 기념품, 사진, 도자기, 목제품, 보석 등을 판매한다. 도자기들은 신라 시대 질그릇부터 조선 시대 백자까지 다양하게 존재한다. 인사동은 일본, 중국, 프랑스, 미국 등 많은 나라에서 관광객들이 방문하는 곳이다. 특히, 봄과 가을에 인사동을 방문하는 관광객들의 숫자가 절정을 이룬다. 특이하고 예쁜 물건들을 파는 3-4층 규모의 인사동 쌈지길도 이곳에 있다. 경복궁에서 나와서 쭉 오다가 광화문 사거리에서 왼쪽으로 돌아서 가면 인사동이 보인다.

## 사진

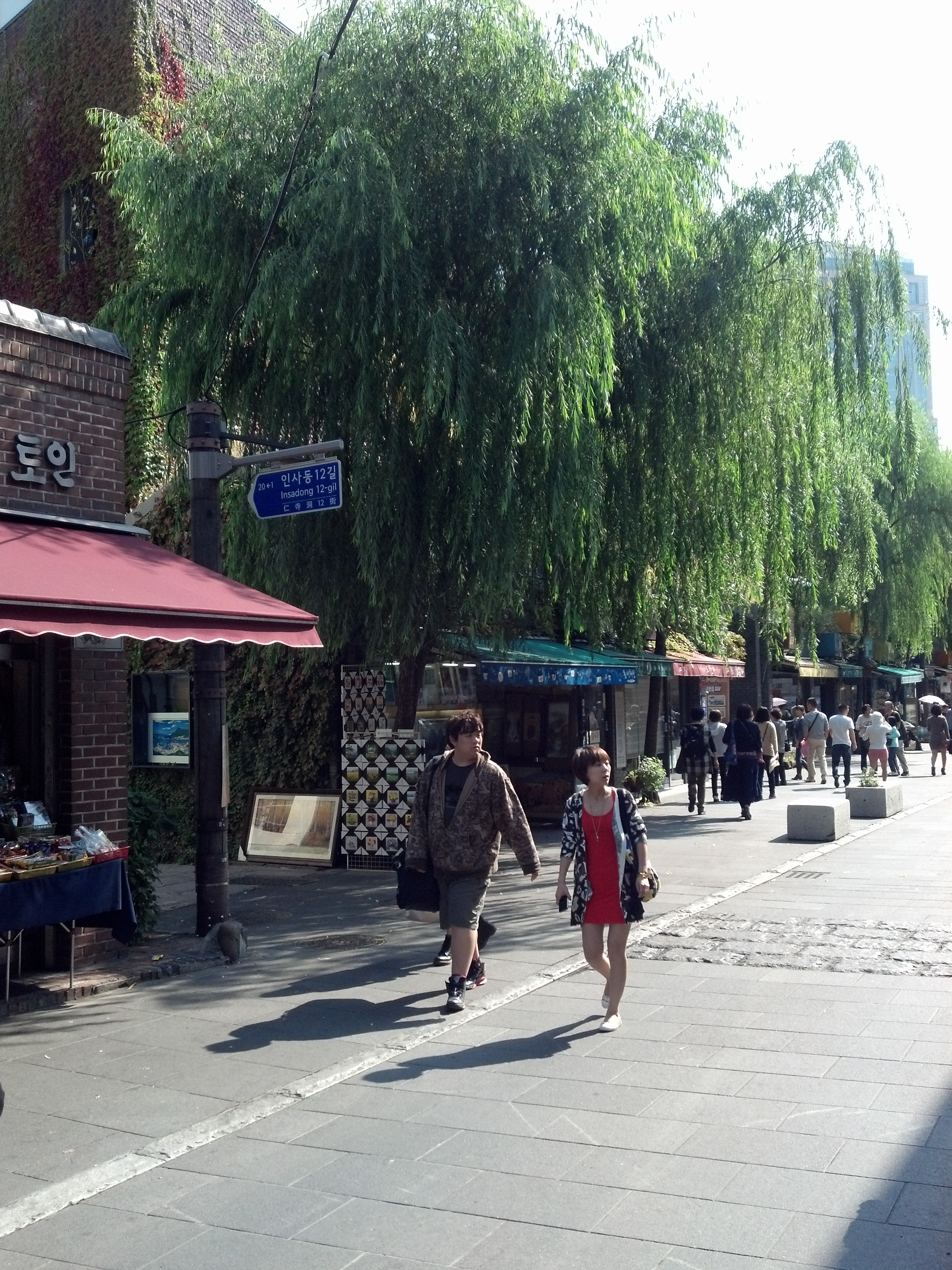
쌈지길 앞 거리
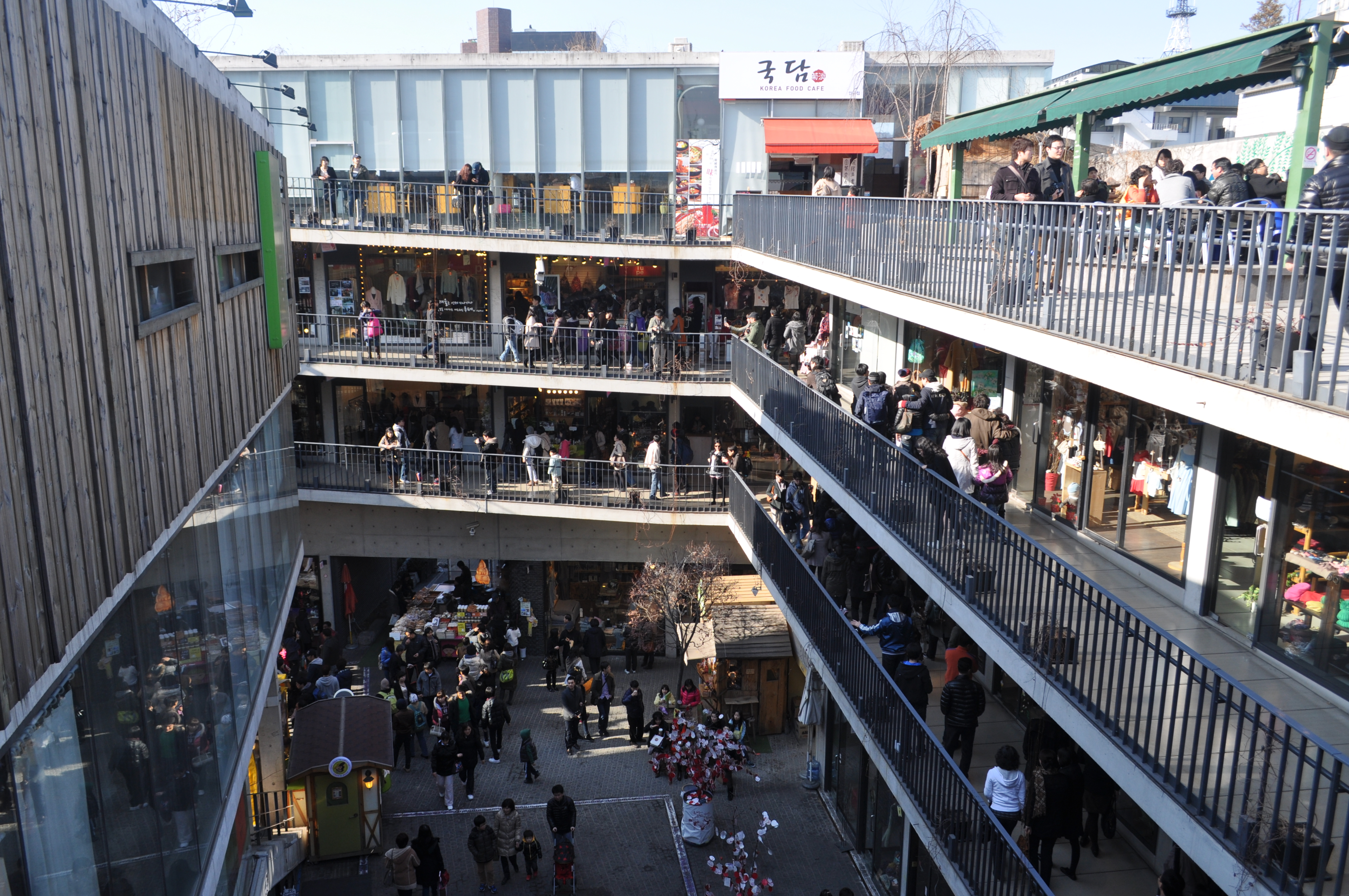
쌈지길 풍경
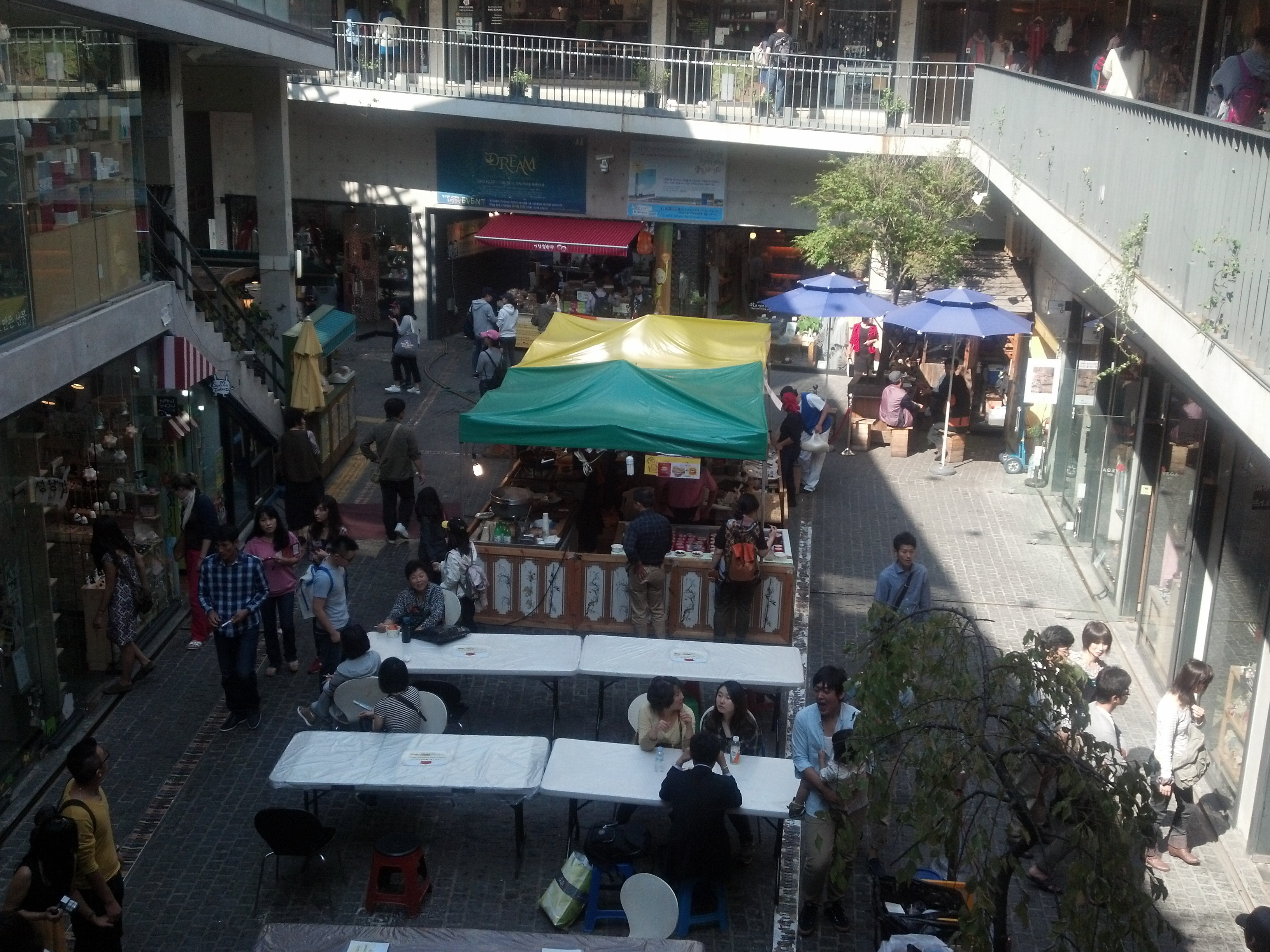
쌈지길 광장
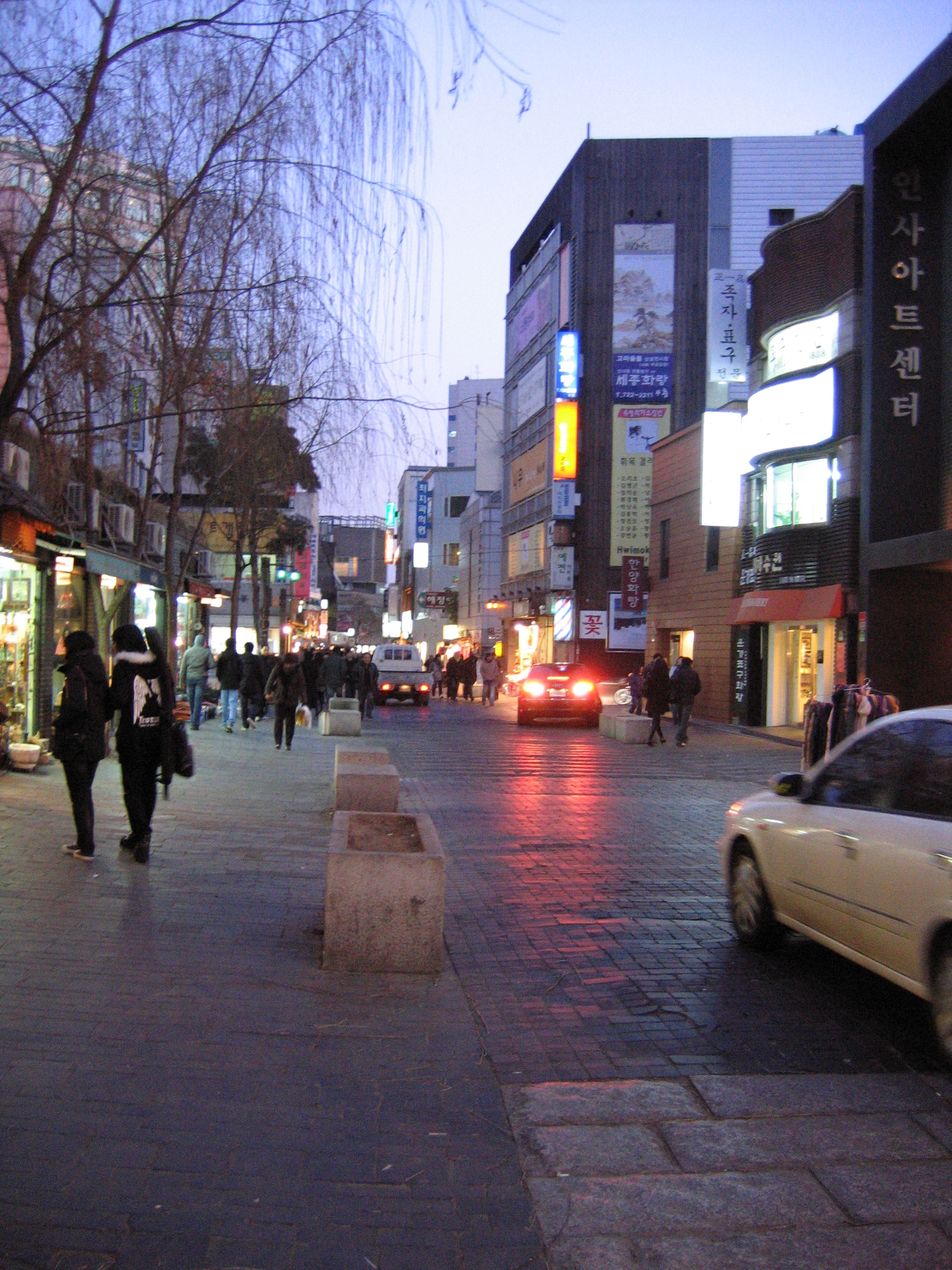
인사동 새벽 모습

## 사건사고

### 상업화 문제
인사동이 관광 거리로 유명해지면서 유동 인구가 급증하자, 프랜차이즈 점포나 전통문화와 무관한 업종이 다수 진입하여 인사동만의 특색을 잃고 있다는 지적이 있다. 또 인사동 물품들의 90%가 중국산이라는 통계가 있다.

### 식당 화재 사고
2013년 2월 17일 저녁, 인사동 종로타워 인근에 위치한 식당 3층에서 화재가 발생하여, 주로 목조 건물로 이루어진 점포 19곳이 전소되었다. 화재 발생의 원인은 방화로 밝혀졌으며, 덕수궁 대한문 옆 쌍용자동차 농성장 방화사건 용의자 안 모 씨가 조사 도중 방화를 저질렀다고 시인하였다.

## 같이 보기
- 종로구
- 인사동 쌈지길